# Niin kaunis on taivas
"Niin kaunis on taivas" ("Tão belo é o céu") foi a canção que representou a Finlândia no Festival Eurovisão da Canção 1996 que teve lugar em Oslo, Noruega no dia 18 de maio de 1996.
A referida canção foi interpretada em finlandês por Jasmine. Foi a décima-oitava canção a ser interpretada na noite do evento, a seguir à canção irlandesa "The Voice, cantada por Eimear Quinn e antes da canção islandesa " Sjúbídú", cantada por Anna Mjöll. A canção finlandesa terminou em 23.º e último lugar, tendo recebido um total de 9 pontos (2 votos da Suécia e 7 da Islândia). Devido a esta fraca classificação, a Finlândia não participaria no ano seguinte, regressando apenas em 1998, com a canção "Aava, interpretada pela banda Edea.

## Autores
| AUTORES                       |
| ----------------------------- |
| Letrista: Timo Niemi          |
| Compositor: Timo Niemi        |
| Orquestrador: Olli Ahvenlahti |

## Membros do coro
Jasmine foi acompanhada por três elementos. Consultar a tabela abaixo.
| Membros do coro         |
| ----------------------- |
| * Riikka Väyrynen       |
| * Pekka Kuorikoski      |
| * Hanna-Riikka Siitonen |

## Letra
A canção é cantada na perspetiva de uma mulher dizendo ao seu amante como se sente bem quando ela está com ele. Ela canta que o Paraíso e a Terra parecem mais belos quendo eles estão juntos.

## Outras versões
Jasmine lançou esta canção, também em sueco, inglês e em francês:
| Outras versões                                         |
| ------------------------------------------------------ |
| * "En underbar himmel" (sueco)                         |
| * "In dreams" (inglês)                                 |
| * "Si beau est le ciel" (francês)                      |
| * "Niin kaunis on taivas" (versão alternativa em 2:55) |